# Seed (1931)
Seed (bra: Semente ou Filhos) é um filme pre-Code estadunidense de 1931, do gênero drama, dirigido por John M. Stahl, e estrelado por John Boles, Genevieve Tobin, Lois Wilson, Raymond Hackett e ZaSu Pitts. O roteiro de Gladys Lehman foi baseado no romance "Seed: A Novel of Birth Control" (1930), de Charles G. Norris.

## Sinopse
Bart Carter (John Boles) é casado com Peggy (Lois Wilson) e possui 5 filhos. Após escrever um romance, consegue publicá-lo com a ajuda de Mildred Bronson (Genevieve Tobin), sua ex-namorada que trabalha como agente literária. Porém, depois de encontros recorrentes, Bart e Mildred logo descobrem que seus antigos sentimentos um pelo outro foram revividos, o que faz Bart abandonar sua esposa e filhos, e ir para a França com Mildred. Depois de uma década, os dois retornam e Bart tenta se reconciliar com sua família, com as crianças já crescidas. Após ficar sabendo que seus filhos estão bem sem sua ajuda, ele sugere matricular sua filha Margaret (Bette Davis) em uma nova escola, enviar os gêmeos para Harvard, encontrar um emprego para seu filho mais velho e ter seu menino mais novo morando com ele. Logo, Bart pede à sua ex-esposa para que tudo isso aconteça, o que acaba trazendo uma série de problemas.

## Elenco
- John Boles como Bart Carter
- Genevieve Tobin como Mildred Bronson
- Lois Wilson como Peggy Carter
- Raymond Hackett como Junior Carter
- ZaSu Pitts como Jennie
- Bette Davis como Margaret Carter
- Frances Dade como Nancy
- Richard Tucker como Bliss
- Jack Willis como Dicky Carter
- Dick Winslow como Johnny Carter
- Bill Willis como Danny Carter
- Dickie Moore como Johnny Carter Jovem

## Produção
O diretor John M. Stahl escalou Bette Davis como Margaret Carter depois de vê-la no estúdio. O papel conseguiu ser o menor de sua carreira, e nos últimos anos ela lembrou: "Se você piscasse por um momento, você sentiria minha falta. Eu deveria ter me juntado ao sindicato dos atores extras".

## Recepção
Mordaunt Hall, em sua crítica para o The New York Times, escreveu que o enredo era "sem dúvida um tema interessante, mas no filme apenas resulta em ser uma ideia adulta oferecida em sua forma adolescente". Ele achava que John Boles era "plácido demais para ser convincente" e a direção de John M. Stahl era "sem imaginação". Ele concluiu: "É uma produção letárgica e muitas vezes monótona, apesar da boa atuação de Genevieve Tobin como Mildred e da Srta. Wilson como Peggy, ZaSu Pitts como uma empregada e desempenhos aceitáveis de alguns dos outros atores".